# Paramphilius teugelsi
Paramphilius teugelsi är en fiskart som beskrevs av Skelton, 1989. Paramphilius teugelsi ingår i släktet Paramphilius och familjen Amphiliidae. IUCN kategoriserar arten globalt som sårbar. Inga underarter finns listade i Catalogue of Life.